# Hortobágy
Hortobágy [ˈhortobaːɟ] ist eine ungarische Gemeinde im Kreis Balmazújváros im Komitat Hajdú-Bihar. Sie liegt 36 Kilometer westlich von Debrecen. Bekannt ist der Ort vor allem für den Hortobágyi Nemzeti Park (Nationalpark Hortobágy).

## Geografie
Hortobágy liegt am gleichnamigen Fluss, grenzt an das Komitat Jász-Nagykun-Szolnok und an folgende Gemeinden:
| Egyek           | Tiszacsege                                  |               |
| Tiszafüred (JN) | Kompassrose, die auf Nachbargemeinden zeigt | Balmazújváros |
| Nagyiván (JN)   | Nádudvar Hajdúszoboszló                     | Nagyhegyes    |

## Geschichte
Im Sommer 1699 wurde die Hortobágyer Csárda (Landgasthaus) gebaut. Der Kneipier wurde auch beauftragt, für die Stadt Debrecen den Zoll einzutreiben. 1785 wurde ein weiteres Gebäude errichtet, das heutige Hirtenmuseum (Pásztormúzeum). Zwischen 1827 und 1833 wurde nach den Plänen von Ferenc Povolni die Neunbögige Brücke gebaut, die Mitteleuropas längste öffentliche Steinbrücke war. Am 5. August 1891 wurde die Eisenbahnlinie eröffnet. Dadurch konnte das Interesse an dem Gebiet, besonders durch das allsommerliche Hirtentreffen und den Brückenmarkt (hídi vásár) gefördert werden.
Das heutige Gebiet Hortobágy gehörte bis 1952 zu Debrecen, wurde dann Balmazújváros angegliedert und wurde im Jahre 1966 selbständig.

## Infrastruktur
Hortobágy liegt an der Hauptstraße Nr. 33 und hat eine Eisenbahnstation an der Bahnstrecke Debrecen–Füzesabony.
In der Gemeinde gibt es einen Kindergarten, eine achtklassige Grundschule und ein Internat.
Es gibt ein Trinkwasser-, Abwasser-, Strom-, Gasleitungs- und Telefonleitungsnetz.

## Sehenswürdigkeiten

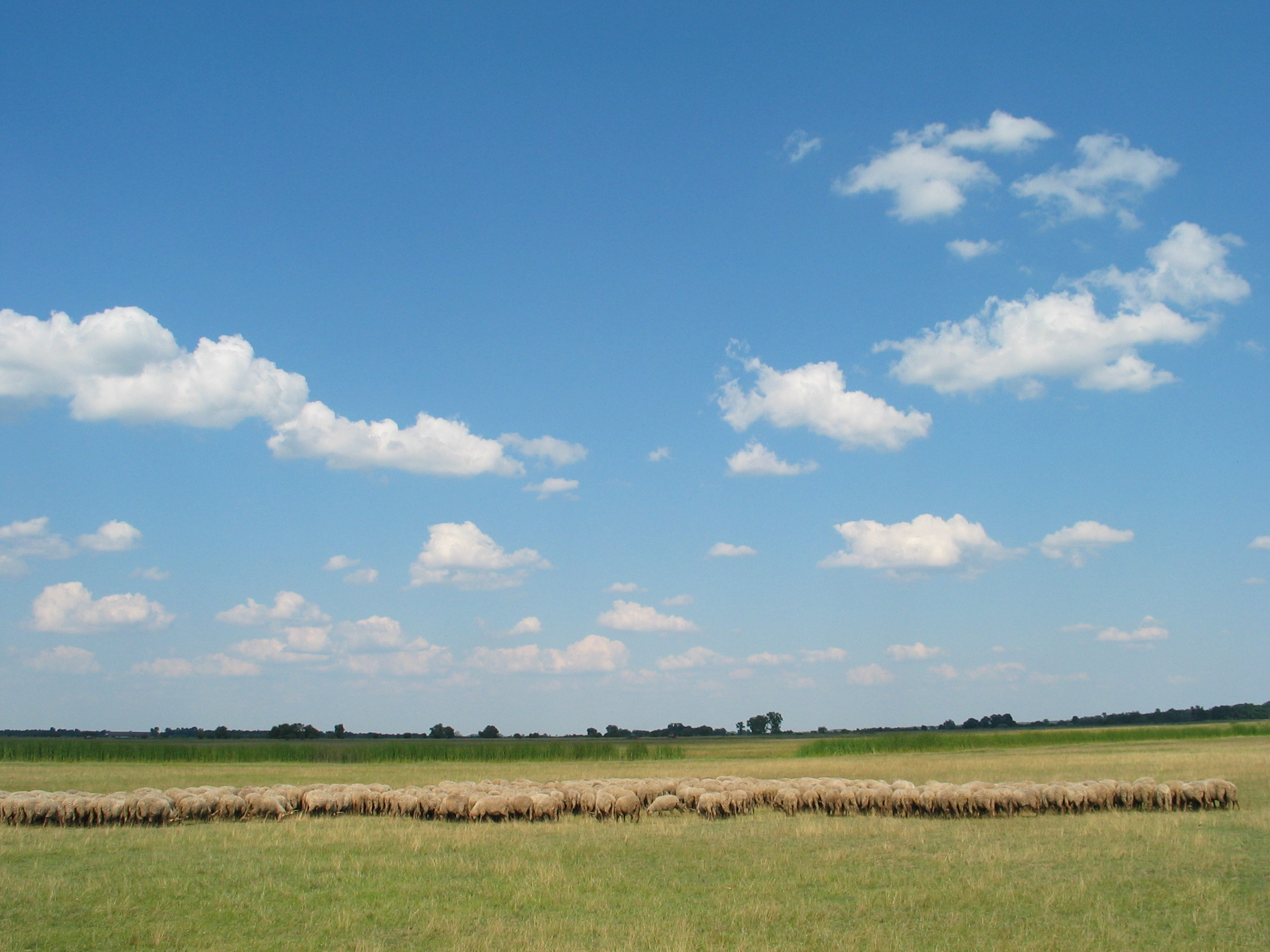
Schafherde im Nationalpark Hortobágy

- Hortobágyi-Nationalpark (Hortobágyi Nemzeti Park) – die außergewöhnliche Hirtenkultur ist Teil des UNESCO-Welterbes
- Neunbögige Brücke von Hortobágy (Hortobágy Kilenclyukú Híd)
- Fischzuchtbahn Hortobágy
- Hortobágyi Nagycsárda
- Hortobágy Galéria
- Hirtenmuseum Hortobágy
- 1100-Jahres-Ausstellung (Millecentenáriumi Kiállítás) im Bürgermeisteramt (Polgármesteri Hivatal)
- Pusztazoo (Pusztai Állatpark)

## Gemeindepartnerschaften
- Hollókő (Ungarn)
- Komarówka Podlaska (Polen), seit 2013
- Pressath (Deutschland), seit 1992

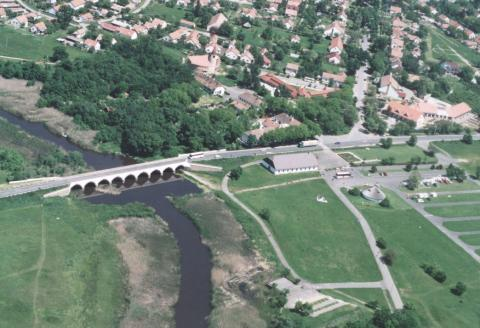
Brücke bei Hortobágy
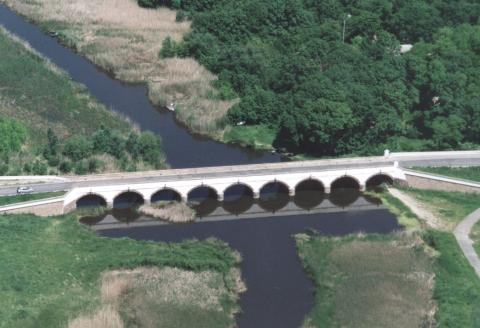
Brücke bei Hortobágy
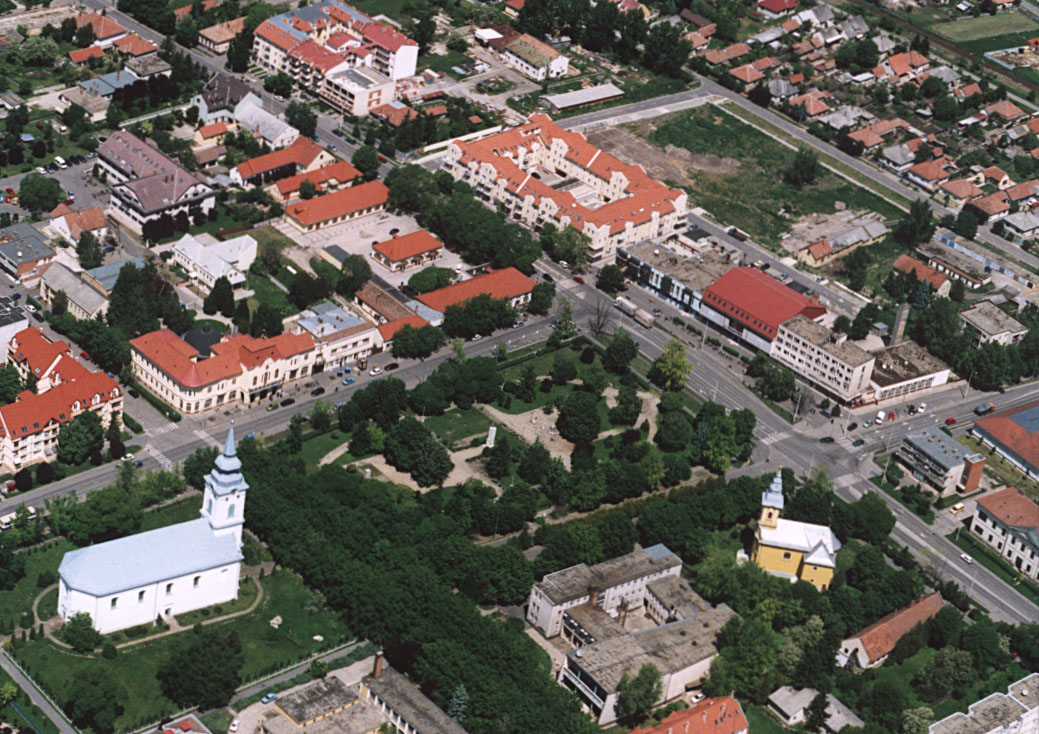
Luftaufnahme: Balmazújváros
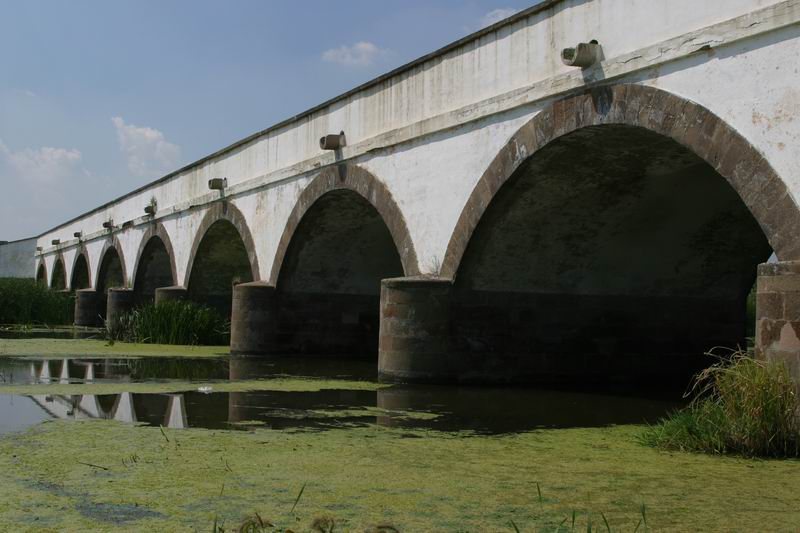
Neunbögige Brücke bei Hortobágy
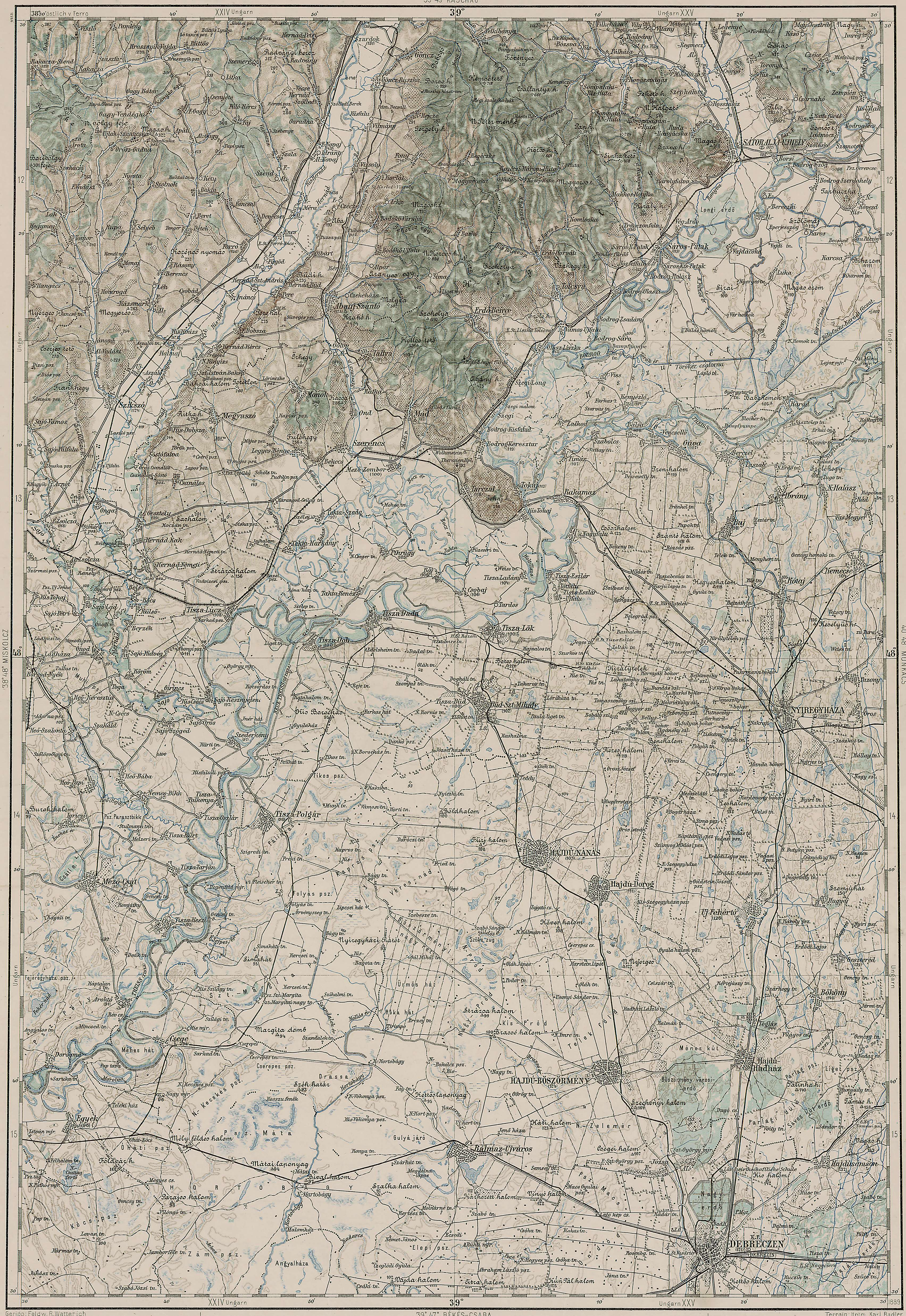
Umgebungskarte von 1892: Aufnahmeblatt der Franzisco-Josephinischen Landesaufnahme